# Velu Nachiyar
Velu Nachiyar (em tâmil: வேலு நாச்சியார்) (Ramanathapuram, 3 de janeiro de 1730 – Sivaganga, 25 de dezembro de 1796) foi uma rainha do estado de Sivaganga, no sul da Índia. É considerada a primeira rainha indiana a lutar contra o colonialismo britânico no país. 
Entre o povo tâmil é chamada de Veeramangai ("mulher de coragem"). Alguns historiadores se referem a Rani como a Joana d'Arc da Índia.

## Biografia
Velu nasceu em 1730, no reino de Ramanathapuram. Era filha única do rajá Chellamuthu Vijayaragunatha Sethupathy e sua esposa Rani Sakandhimuthathal. Desde pequena foi ensinada nas artes marciais, como o Valari, manuseio de armas, arco e flecha, hipismo, a luta com bastões, chamada de Silambam, além de ser fluente em vários idiomas, como o francês, inglês e o urdu.
Casou-se com o rei de Sivagangai, MuthuvaduganathaperiyaUdaiya Thevar, com quem teve uma filha, Vellachi. Os dois reinaram juntos de 1750 a 1772. Quando o marido foi morto por forças britânicas e inimigos do reino, Rani entrou na batalha, depois conseguindo se refugiar com a filha ao ver que não tinha chances de vencer. Enquanto se recuperava da batalha, ela começou a formar um exército e firmou alianças com Gopala Nayaker e Hyder Ali, sultão de Mysore, e outros líderes da região, com a intenção de atacar os britânicos.
Em 1780, Velu atacou e venceu os britânicos. Na mesma época, ela encontrou um depósito de munições dos ingleses, o qual ela conseguiu destruir. Velu foi uma das poucas soberanas indianas a reconquistar e manter seu reinado, o qual governou por mais dez anos depois das lutas de libertação. Em 1790, sua filha Vellachi Nachiyar herdou o trono. A resistência de Velu contra os britânicos reforçou outros sentimentos nacionalistas e garantiu que os irmãos Marudhu, senhores da guerra de Sivagangai, administrassem o país nos anos de 1780.

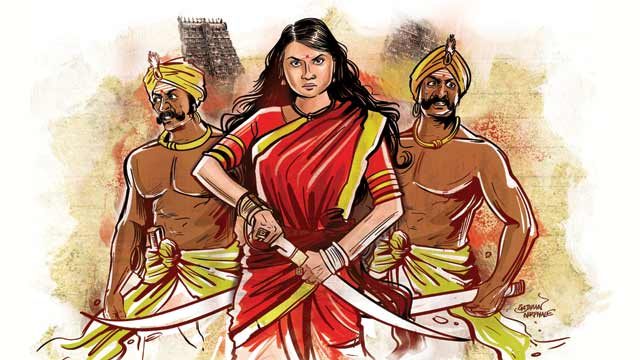
Rani Velu Nachiyar e os irmãos Marudhu. Arte de Shakthi Thevar

## Morte
Velu morreu em 25 de dezembro de 1796, aos 66 anos.

## Legado
Em 31 de dezembro de 2008, o governo da Índia lançou um selo comemorativo em sua homenagem e ao seu legado de luta contra o colonialismo. Em 21 de agosto de 2017, um balé foi conduzido em Chennai, contando a história de Velu.